# Saison 1 d'Orange Is the New Black
Chronologie
Saison 2
Cet article présente le guide des épisodes de la première saison de la série télévisée Orange Is the New Black.

## Généralités 1
1
Comme les autres productions originales de Netflix, tous les épisodes ont été mis en ligne simultanément le même jour.

## Résumé
Piper Chapman, fiancée à Larry Bloom, se retrouve en prison et porte un mauvais regard sur celle-ci. Elle se méfie de tout le monde, mais lors de son premier repas, elle se retrouve à table avec quelques détenues plutôt sympathiques. Quand Red, chef de cuisine, lui apporte gentiment un yaourt de plus, Piper se plaint que la nourriture est « infecte ». Vexée, Red se venge en l'affamant pendant quelques jours. À la fin du premier épisode, quand elle se dit qu'elle est tombée au fond du gouffre, elle sort respirer un peu et se retrouve face à son ex. Chapman réalise donc qu'elle va devoir purger sa peine auprès d'Alex. Piper est en colère contre elle parce qu'elle pense que c'est à cause d'Alex qu'elle se retrouve en prison, et le lui fait bien comprendre. Alex nie ce fait et assure qu'elle ne l'a jamais dénoncée ; Chapman l'évite tout de même, et fini par appeler Larry, dont le père est l'avocat qui a défendu Alex lors du procès, et elle va lui demander de vérifier si Alex lui ment ou pas. En attendant, Piper s'est fait une « amie » qui va vite devenir « trop proche ». Dans la prison, Suzan Warren se fait appeler « Folle Dingue », considère Piper comme sa femme et l'appelle constamment  « Dandelion ». Mais Piper n'apprécie pas ce rapprochement, et le lui fait comprendre. Après qu'elle lui ait donné une crème pour le dos, Red décide enfin de pardonner à Piper et l'autorise à manger, après environ une semaine. Quand Larry demande à son père les attentes de Piper, il va lui dire qu'Alex l'a bel et bien dénoncée mais recommande à son fils de ne pas le dire à sa fiancée, de peur qu'elle ne s'attire des problèmes. Larry affirme donc à sa future femme qu'Alex ne l'a pas dénoncée, Piper arrête de repousser Alex, et petit à petit, les deux femmes redeviennent amies. Plus tard, lors des préparatifs à la fête de Thanksgiving, les deux femmes dansent, un peu trop « collées-serrées », ce qui va jouer sur la jalousie du conseiller Healy qui va envoyer Chapman au trou, alors qu'elle avait une visite de Larry plus tard dans la journée.  Après 2 jours au trou et une intervention de Larry, Piper sort et sa première idée est d'aller voir Alex. Piper est finalement retombée amoureuse de son ex. Healy appelle Larry afin de l'informer des comportements lesbiens de sa fiancée. Cela engendre une confrontation entre les amoureux au cours de laquelle Piper avoue à Larry qu'elle est amoureuse d'Alex, ce à quoi Larry répond que c'est bien Alex qui l'a dénoncée. Ces évènements finissent pas casser le couple Piper-Larry. En parallèle, les tensions montent entre Piper et Tiffany Dogget (dite « Pennsatucky ») car Piper est responsable de la punition de Tiffany, lui ayant dit d'aller dans les toilettes où était une adolescente handicapée. Sachant que Tiffany croyait avoir un don pour la guérison, elle savait qu'elle essayerait de la guérir, ce qui lui vaut d'être envoyé en psychiatrie. Au début du dernier épisode, Piper apprend que quelqu'un veut la tuer.

## Distribution

### Acteurs principaux
- Taylor Schilling (VFB : Maia Baran ; VQ : Mélanie Laberge) : Piper Chapman
- Laura Prepon (VFB : Nathalie Stas ; VQ : Pascale Montreuil) : Alex Vause
- Michael J. Harney (VFB : Robert Guilmard ; VQ : Jean-Luc Montminy) : Sam Healy
- Michelle Hurst (VFB : Nathalie Hons ; VQ : Élise Bertrand) : Miss Claudette
- Kate Mulgrew (VFB : Bernadette Mouzon ; VQ : Claudine Chatel) : Galina « Red » Reznikov
- Jason Biggs (VFB : Maxime Donnay ; VQ : Hugolin Chevrette-Landesque) : Larry Bloom

### Acteurs récurrents
- Maria Dizzia (VFB : Esther Aflalo ; VQ : Anne Bédard) : Polly Harper
- Laverne Cox (VFB : Laurence César ; VQ : Sophie Faucher) : Sophia Burset
- Natasha Lyonne (VFB : Delphine Moriau ; VQ : Annie Girard) : Nicky Nichols
- Dascha Polanco (VFB : Célia Torrens ; VQ : Camille Cyr-Desmarais) : Dayanara « Daya » Diaz
- Elizabeth Rodriguez (VFB : Véronique Biefnot ; VQ : Catherine Hamann) : Aleida Diaz
- Lin Tucci (VFB : Véronique Biefnot ; VQ : Louise Rémy) : Anita DeMarco
- Laura Gomez (VFB : Hélène Van Dyck ; VQ : Élise Bertrand) : Blanca Flores
- Danielle Brooks (VFB : Valérie Lemaître ; VQ : Isabelle Leyrolles) : Tasha « Taystee » Jefferson
- Lea DeLaria (VFB : Carole Baillien ; VQ : Johanne Garneau) : Carrie « Big Boo » Black
- Taryn Manning (VFB : Nancy Philippot ; VQ : Ariane-Li Simard-Côté) : Tiffany « Pennsatucky » Doggett
- Matt McGorry (VFB : Nicolas Matthys ; VQ : Kevin Houle) : John Bennett
- Pablo Schreiber (VFB : Mathieu Moreau ; VQ : Frédéric Paquet) : George « Pornstache » Mendez
- Uzo Aduba (VFB : Cécile Florin ; VQ : Johanne Léveillé) : Suzanne « Crazy Eyes » Warren
- Beth Fowler (VFB : Nicole Shirer ; VQ : Anne Caron) : sœur Jane Ingalls
- Barbara Rosenblat (VFB : Nathalie Hons ; VQ : Diane Arcand) : Rosa Cisneros
- Yael Stone (VFB : Claire Tefnin ; VQ : Eloisa Cervantes) : Lorna Morello
- Madeline Brewer (VFB : Laetitia Liénart) : Tricia « Trish » Miller
- Constance Shulman (VFB : Carine Seront ; VQ : Lisette Dufour) : Yoga Jones
- Selenis Leyva (VFB : Stéphane Excoffier ; VQ : Véronique Marchand) : Gloria Mendoza
- Nick Stevenson (VFB : Alexandre Crépet ; VQ : Martin Desgagné) : Pete Harper
- Vicky Jeudy (VFB : Cathy Boquet ; VQ : Catherine Proulx-Lemay) : Janae Watson
- Nick Sandow (VFB : David Manet ; VQ : Sébastien Dhavernas) : Joe Caputo
- Deborah Rush (VFB : Béatrice Didier ; VQ : Isabelle Miquelon) : Carol Chapman
- Michael Chernus (VFB : Sébastien Hébrant ; VQ : Guillaume Champoux) : Cal Chapman
- Todd Susman (en) (VFB : Bruno Georis ; VQ : Stéphane Rivard) : Howard Bloom
- Kathryn Kates : Amy Kanter Bloom

## Épisodes

### Épisode 5:La Poule
Berto Colon (Cesar)

### Épisode 6:Le Conseil
La situation devenant de plus en plus tendue entre les différents groupes de détenues, le directeur laisse Healy organiser des élections de représentantes afin de défendre leurs revendications. Il espère pouvoir collaborer avec Chapman mais celle-ci préfère faire profil bas vu qu'elle est encore sujette aux railleries des codétenues qui la voient encore comme une petite fille riche. Chapman espère également se faire pardonner d'Alex, maintenant qu'elle pense que ce n'est pas elle qui l'a dénoncée. Une autre affaire encombre Healy : des photographies de la vulve d'une des détenues de la prison circulent sur Internet et l'administration cherche à savoir comment cela est arrivé. Tous les gardiens sont interrogés sans succès.

### Épisode 8:La Mule de Moscou
Une épidémie de grippe sévit dans la prison et de nombreuses détenues sont malades. Parmi elles, Trish fait une crise de manque et se dissimule parmi les malades. Mendez force Red à se charger d'elle, alors qu'il était son fournisseur, et en profite pour continuer à chercher comment la cuisinière alimente son trafic. Piper apprend que l'article de Larry a été publié et a eu un grand succès mais Healy l'empêche de le lire. Mais elle finit par connaitre son contenu car Larry va lui lire au téléphone. Dans la même journée, elle se retrouve à réparer un sèche-linge en panne avec Alex, mais alors qu'elle s'éloigne, Doggett enferme la brune dans la machine. La mauvaise farce va rapprocher les deux ex-amantes, et Piper confie que si elle est heureuse du succès de son fiancé, elle lui reproche d'avoir fait d'elle un portrait qui ne lui ressemble pas.

### Épisode 10:Bora, Bora, Bora
Bennett apprend par une visite surprise de Cesar que Dayanara est enceinte, ce qui lui fait crainte des poursuites et pourrait leur porter préjudice à lui comme à Daya. 
Après dix ans d'attente, Baptiste rend enfin visite à Miss Claudette. Afin de se venger, Vause convainc plusieurs codétenues de faire croire à Doggett qu'elle a des pouvoirs divins. Les autres détenues attendent avec impatience l'arrivée de mineures arrêtées pour délinquance afin de les terroriser. Elles sont prises de court par l'une d'entre elles, déjà endurcie par sa paraplégie qui la cloue dans un fauteuil roulant, et c'est Chapman qui, à la surprise de tous, va la faire craquer en lui disant que le plus terrifiant n'est pas les autres, mais la personne que l'on devient en prison. Peu après, Doggett tente de guérir la paraplégique et les gardiens interviennent pour l'envoyer en psychiatrie. 
Tricia Miller a toujours tenu à régler ses dettes : SDF dans les rues de New York, elle consignait tous ses larcins dans un carnet et remboursait une fois qu'elle avait de l'argent. Elle fut arrêtée pour avoir volé un collier.

### Épisode 11:Costaud mais sensible
L'administration parvient à régler l'affaire de la mort de Miller rapidement pour classer le dossier, alors que les détenues veulent célébrer sa mort. Elles subtilisent de la nourriture et de l'alcool fait maison pour se faire une fête improvisée. 
Mendez est également perturbé et invite Bennett à boire un verre dans un bar. Dayanara se retrouve au cœur d'un plan commun entre Aleida, Gloria et Red : elle doit coucher avec Mendez, afin de l'accuser de viol et de permettre d'expliquer la grossesse de Dayanara. Réticente, elle finit par se résoudre à le faire. 
Piper apprend les conditions dans lesquelles est détenue Doggett et est prise de remords, mais Alex lui déconseille de se dénoncer. Elle le fait et écope d'une peine légère. 

### Épisode 12:Trompe-moi une fois
Les détenues finissent par piéger Mendez en s'arrangeant pour que Caputo surprenne Mendez et Dayanara. Le gardien est aussitôt mis en congé sans solde et la direction fait tout pour étouffer l'affaire. 
Bennett finit par apprendre la vérité mais n'apprécie pas la façon dont Mendez a été piégé. Par vengeance et persuadé que Dayanara est amoureux de lui, Mendez donne le réseau de drogue de Red. 
Chapman essaie de faire amende honorable auprès des détenues blessées par l'interview de Larry, en s'expliquant avec Crazy Eyes, puis en préparant Miss Claudette pour son entretien. Mais la demande d'appel de Claudette est refusée, et perturbée, elle agresse un gardien, ce qui lui vaut d'être transférée en SHU. C'est à ce moment que toutes découvrent que Taystee est de retour en prison, incapable de parvenir à ses besoins à l'extérieur. Jones et Watson se retrouvent à discuter lors des préparatifs de Noël et la yogie révèle son histoire : elle a tué un garçon de 8 ans qui entrait dans son jardin alors qu'elle était ivre et croyait tirer sur un cerf qui voulait manger sa marijuana. 

### Épisode 13:Folle un jour, folle toujours
Caputo remplace Red par Mendoza en cuisine ; la russe ne se laisse pas faire et sabote la cuisine, mais à cause d'elle, Murphy est brûlée au bras. L'incident rapproche Dayanara et Bennett, qui étaient en froid depuis l'incident avec Mendez. Red se retrouve désormais seule et Mendoza lui interdit la nourriture. Figueroa fait pression sur Bennett pour étouffer l'affaire de la drogue mais Caputo refuse de laisser passer ; Figueroa négocie également avec Chapman un arrangement : elle fait en sorte que Larry enjolive la vérité sur la prison si la directrice donne un avertissement à Healy. Le triangle entre Piper, Alex et Larry se résout dans la douleur : Piper choisit Larry, ce qui force Alex à couper les ponts avec elle, mais Larry rend visite à Alex qui la convainc que le problème vient de Piper. Larry rompt alors avec Piper, et Alex se console avec Nichols.